# Astrid Finne
Astrid Finne är en tidigare livräddningskryssare, och numera seglande skolfartyg.
Astrid Finne byggdes 1937 på Anker og Jensens varv i Vollen i Norge som livräddningskryssare för Norsk Selskab til Skibbrudnes Redning. Hon var det enda räddningsfartyget som ritades av Johan Anker och byggde både på Colin Archers konstruktioner från sekelskiftet 1800/1900 och Bjarne Aas uppföljare av dessa från 1930-talets början. Hon var något längre än Bjarne Aas 14 livräddningskryssare från 1930-talet. Astrid Finne finansierades av grosshandlaren och segelbåtsentusiasten Alfred Larsen. 
RS 43 Astrid Finne var vid leverans utrustad med Bermudarigg, men detta visade sig inte vara lyckat och hon omriggades i enlighet med standardrigg för norska motorassisterade räddningskryssare. Vid leverans hade hon en  Wichman-motor på 140 hk. Hon tjänstgjorde bland annat i Honningsvåg i Finnmark fylke och hade segelföring med 81,3 m² som tillskott till motordriften. Hon såldes 1954 till Sjöräddningssällskapet. I Sverige tjänstgjorde hon, utan hjälpsegel, under namnet Östergarn på Räddningsstationen i Herrvik till 1987.
Astrid Finne köptes av föreningen Mot bättre vetande och återriggades till gaffelriggad ketch med två master och upp till sju segel. Hon används som skolfartyg med hemmahamn på Öckerö. Båten har efter ombyggnad  plats för en besättning på 17 personer.